# کمپانی مردان
کمپانی مردان یا در کمپانی مردان (به انگلیسی: In the Company of Men) فیلمی محصول سال ۱۹۹۷ و به کارگردانی نیل لابیت است. در این فیلم بازیگرانی همچون آرون اکهارت، استیسی ادواردز و مت مالوی ایفای نقش کرده‌اند.